# خانه ملکه (مجموعه تلویزیونی)
خانهٔ ملکه (انگلیسی: Queen's House؛‏ کره‌ای: 여왕의 집) مجموعه تلویزیونی محصول کره جنوبی با بازی هام اون جونگ، سو جون یونگ، پارک یون جه و لی گا ریونگ است. این مجموعه از ۲۸ آوریل ۲۰۲۵، روزهای دوشنبه تا جمعه ساعت ۱۹:۵۰ (کی‌اس‌تی) از کی‌بی‌اس۲ پخش شد.

## بازیگران

### اصلی
- هام اون جونگ در نقش کانگ جه این[۵]
- سو جون یونگ در نقش کیم دو یون[۵]
- پارک یون جه در نقش هوانگ کی چان[۵]
- لی گا ریونگ در نقش کانگ سه ری[۵]

### مکمل
- نام گیونگ اوپ در نقش کانگ گیو چول[۲]
- لی سانگ سوک در نقش چوی جا یونگ[۲]
- کیم شی وو در نقش هوانگ اون هو
- لی بو هی در نقش نو سوک جا[۲]
- پارک چان هوان در نقش دو مین جون[۲]
- کانگ کیونگ هون در نقش کانگ می ران[۲]
- کیم ئه ران در نقش جونگ یون هی[۲]
- کیم هیون گیون در نقش جونگ اوه سونگ[۲]
- کانگ سونگ مین در نقش هوانگ کی مان[۲]
- چا مین جی در نقش دو یو کیونگ[۲]